# Deux Jours du Gaverstreek
Les Deux Jours du Gaverstreek (Tweedaagse van de Gaverstreek en néerlandais) sont une course cycliste belge créée en 1977.
Deux courses sont disputées durant les deux jours, donnant lieu à un classement général : le Driebergenprijs Stasegem, disputé le samedi, et le Nijverheidsprijs le dimanche. Le Driebergenprijs Stasegem est organisé par le Nut & Vermaak Stasegem, club cycliste de Stasegem dans la commune de Harelbeke, et le Nijverheidsprijs par le KSV Deerlijk. 
Les Deux Jours du Gaverstreek disparaissent en 2016, lorsque le KSV Deerlijk décide de ne plus organiser le Nijverheidsprijs.

## Palmarès
| Année | Vainqueur               | Deuxième              | Troisième              |
| ----- | ----------------------- | --------------------- | ---------------------- |
| 1977  | Dirk Ceuterick          |                       |                        |
| 1978  | Daniel Willems          |                       |                        |
| 1979  | Pieter Verhaeghe        |                       |                        |
| 1980  | Eddy Copmans            |                       |                        |
| 1981  | Dirk Demol              |                       |                        |
| 1982  | Patrick Deneut          |                       |                        |
| 1983  | Filip Van Vooren        |                       |                        |
| 1984  | Edwin Bafcop            |                       |                        |
| 1985  | Johan Museeuw           |                       |                        |
| 1986  | Jean-Pierre Heynderickx |                       |                        |
| 1987  | Peter Huyghe            |                       |                        |
| 1988  | Nico van de Klundert    |                       |                        |
| 1989  | Edwin Enthoven          |                       |                        |
| 1990  | Luc Dierickx            |                       |                        |
| 1991  | Patrick Rasch (nl)      |                       |                        |
| 1992  | Pascal De Smul (nl)     |                       |                        |
| 1993  | Wim Feys                |                       |                        |
| 1994  | Carl Roes               | Rufin De Smet         | Hans Pijpers           |
| 1995  | Danny In 't Ven         | Stefaan Vermeersch    | Yvan Segers            |
| 1996  | Ronny Van Asten         | Nico Strynckx         | Brian Dalgaard         |
| 1997  | Danny Dierckx           | Chris Pollin          | Jan Karlsson           |
| 1998  | Gianni Rivera           | Danny Dierckx         | Karsten Kroon          |
| 1999  | Mathew Hayman           | Nico Strynckx         | Johan Dekkers          |
| 2000  | James Vanlandschoot     | Gino De Weirdt        | Julien Vergeres        |
| 2001  | Jurgen de Jong          | Gert Steegmans        | Jurgen Van Loocke (nl) |
| 2002  | Nick Nuyens             | Bart Dockx            | Hans Dekkers           |
| 2003  | Sébastien Rosseler      | Bart Dockx            | Johan Vansummeren      |
| 2004  | Jeremy Yates            | Geert Steurs          | Kurt Hovelijnck        |
| 2005  | Nico Kuypers            | Geoffrey Demeyere     | Gert Vanderaerden      |
| 2006  | Kristof Vandewalle      | Kristof De Zutter     | Gabriel Rasch          |
| 2007  | Nico Kuypers            | Tom Criel             | Eduard Bogaert         |
| 2008  | Bert De Backer          | Klaas Sys             | Julien Vermote         |
| 2009  | Davy Commeyne           | Vytautas Kaupas       | Nico Kuypers           |
| 2010  | Timothy Stevens         | Johan Lindgren        | Joeri Calleeuw         |
| 2011  | Sander Cordeel          | Dries Depoorter       | Ben Grenda             |
| 2012  | Tom Goovaerts           | Yves Lampaert         | Olivier Pardini        |
| 2013  | Timothy Dupont          | Jérôme Baugnies       | Timothy Stevens        |
| 2014  | Aimé De Gendt           | Tim Vanspeybroeck     | Oliver Naesen          |
| 2015  | Joeri Stallaert         | Jori Van Steenberghen | Sander Cordeel         |